# Mark Diesen
Pour l’article homonyme, voir Diesen.
Mark Diesen (né le 16 septembre 1957 à Buffalo, mort le 10 décembre 2008 à Conroe au Texas) est un joueur d'échecs américain qui fut champion du monde junior en 1976, devant Oleg Romanichine et Ľubomír Ftáčnik. Il ne participa qu'une seule fois au championnat des États-Unis, en 1980, et dut se retirer après trois rondes du fait d'une blessure.